# Přerov
Přerov (pronunciación checa: [ ˈpr̝̊ɛrof ]; en alemán: Prerau) es un pueblo en la región de Olomouc de la República Checa, donde el río Bečva lo atraviesa. Přerov se encuentra a unos 22 km al noroeste de Olomouc. Históricamente, ha sido una intersección y nudo ferroviario de Moravia. Actualmente, Přerov es un centro social, administrativo y cultural del distrito homónimo. Los pueblos de Předmostí, Lověšice, Kozlovice, Dluhonice, Újezdec, Čekyně, Henčlov, Lýsky, Popovice, Vinary, Žeravice y Penčice forman parte del mismo distrito.

## Historia
Existe un sitio prehistórico que data de la Edad de Piedra denominado Hradisko en Přerov Předmostí; sin embargo, la referencia escrita más antigua del poblado de Přerov data de 1133. En 1256, el rey Přemysl Otakar concedió a Přerov el privilegio de ciudad real. 
En junio de 1945, durante la expulsión de alemanes de Checoslovaquia, 71 hombres, 120 mujeres y 74 niños fueron asesinados en un genocidio de la población alemana.

## Personajes ilustres
- Comenio (1592-1670), teólogo, filósofo y pedagogo
- Gideon Klein (1919-1945), compositor y pianista
- Jan Blahoslav (1523-1571), desarrollador de la gramática checa
- Rudolf Weigl (1883-1957), biólogo
- Zdeněk Zlámal (n. 1985), futbolista
- Linda Nosková (n. 2004), tenista

## Ciudades hermanadas
- Cuijk, Países Bajos
- Ozimek, Polonia
- Kedzierzyn-Kozle, Polonia
- Bardejov, Eslovaquia
- Ivano Frankivsk, Ucrania
- Děčín, República Checa